# Rezerwat przyrody Hajnik
Rezerwat przyrody Hajnik – leśny rezerwat przyrody w województwie małopolskim (powiat nowosądecki, gmina Muszyna). Znajduje się na południowo-wschodnich stokach szczytu Dubne w Górach Leluchowskich. Obejmuje fragment jodłowej puszczy karpackiej.
Rezerwat został utworzony w 1974 roku i zajmuje powierzchnię 16,63 ha.
Rezerwat leży w granicach Popradzkiego Parku Krajobrazowego oraz obszaru sieci Natura 2000 „Ostoja Popradzka” PLH120019.
W pobliżu rezerwatu przebiega niebieski i żółty szlak turystyczny.